# Ausbesserungswerk Delitzsch
Das Ausbesserungswerk Delitzsch liegt an der Bahnstrecke Trebnitz–Leipzig und hat sich in über 100 Jahren zu einem Wartungszentrum für die Revision, Modernisierung und den Neubau von schienengebundenen Personenfahrzeugen entwickelt. Es war ein Ausbesserungswerk der Deutschen Reichsbahn im sächsischen Delitzsch. Nach einem Verkauf im Jahre 2010 gehörte es als Werk Delitzsch zur EuroMaint Rail GmbH, die wiederum ein Tochterunternehmen der schwedischen EuroMaint AB war. Am 28. Dezember 2015 wurde der Verkauf der deutschen EuroMaint-Standorte einschließlich des Werks Delitzsch an das Investmentunternehmen Iberia Industry Capital Group bekanntgegeben. Die Betreibergesellschaft firmiert seit 2. Mai 2016 als RailMaint.

## Geschichte

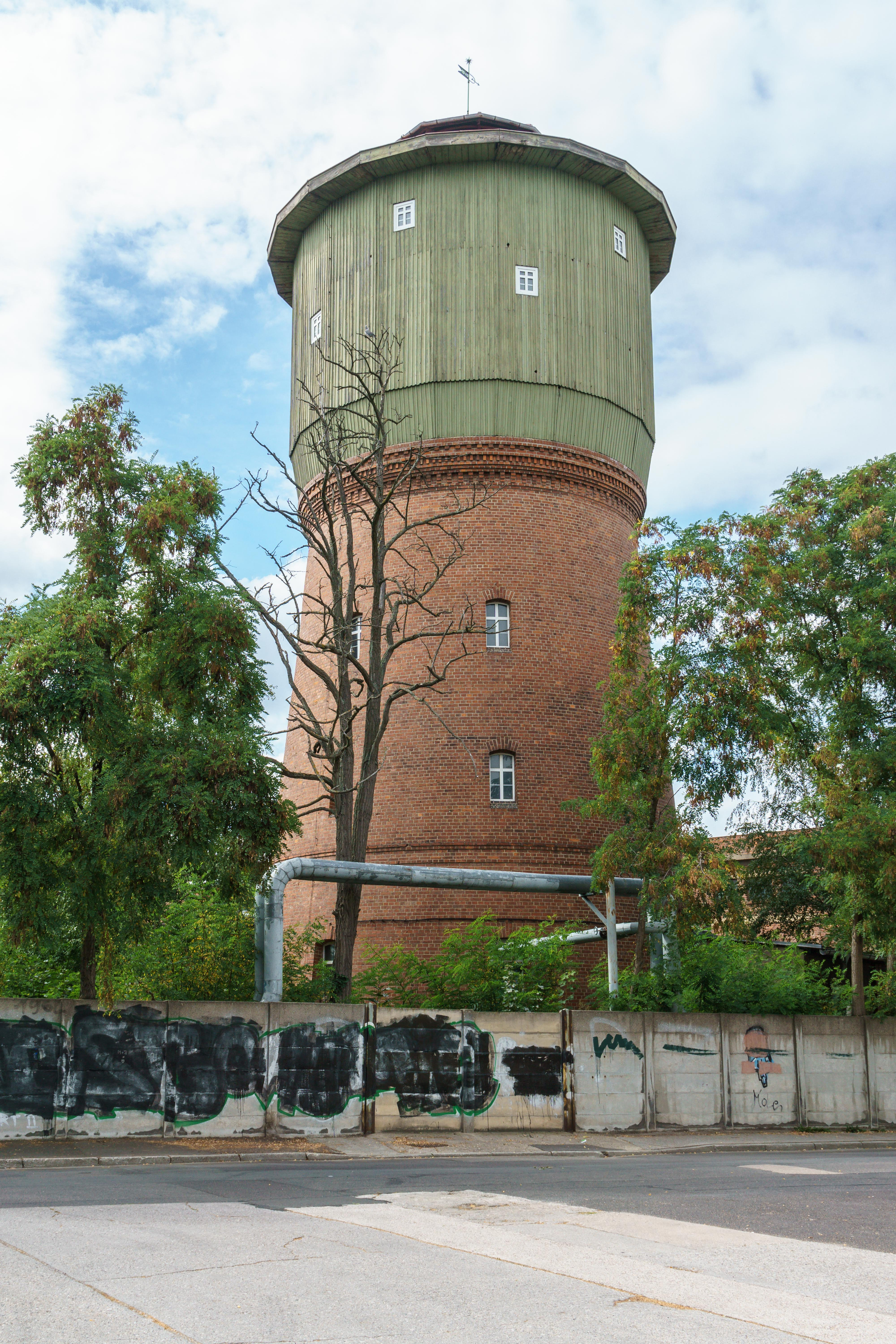
Wasserturm auf dem Werksgelände

Das ehemalige Reichsbahnausbesserungswerk Delitzsch („Raw Herbert Warnke“) wurde – nach dem Zusammenschluss der Deutschen Bundesbahn und der Deutschen Reichsbahn – der DB Regio AG als C-Werk in der schweren Instandhaltung zugeordnet. Mit der Gründung der DB Fahrzeuginstandhaltung GmbH (1998) wurden alle Werke der schweren Instandhaltung unter einer Führung zusammengefasst. Dazu gehörten die Werke Bremen, Cottbus, Delitzsch, Dessau, Eberswalde, Fulda, Kassel, Krefeld, Leipzig-Engelsdorf, München, Neumünster, Paderborn und Wittenberge. Das Werk Delitzsch der DB Fahrzeuginstandhaltung GmbH wurde am 1. Januar 2005 an die SFW Schienenfahrzeugwerk Delitzsch GmbH verkauft.
Per 1. Januar 2009 wiederum wechselte erneut der Eigentümer. Das Werk gehörte fortan der schwedischen Unternehmensgruppe und war eines der fünf Teilwerkstätten der EuroMaint-Gruppe (EMD). Weitere dazugehörige Werke waren Kaiserslautern (EMK), Leipzig-Engelsdorf (EML), Duisburg (EMDu) und Oberhausen (EMO). Alle Standorte wurden mit Bekanntgabe vom 28. Dezember 2015 an die Iberia Industry Capital Group verkauft und firmieren seit Namenswechsel im Mai 2016 als RailMaint.
Im Jahr 2013 wurde im Werk Delitzsch ein ehemaliger ÖBB-Triebzug der Baureihe 4010 für den Hamburg-Köln-Express aufgearbeitet und modernisiert. Bis Dezember 2015 wurden davon sechs Wagen modernisiert. Die restlichen zwölf Spenderwagen standen danach auf dem Werksgelände, bis alle Wagen 2018 zerlegt und verschrottet wurden. Im Januar 2021 waren im Werk noch sechs aufgearbeitete, aber nicht wieder genutzte Drehgestelle vorhanden.

## Aufgaben
Eine Aufgabe des Werkes Delitzsch ist die Aufarbeitung der Schienenfahrzeuge, ebenso von digitalen Zugfunkeinrichtungen (GSM-R) und induktiven Zugbeeinflussungssystemen, von Brems- und Laufwerkseinrichtungen und von der Elektronik. Weiterhin werden in Delitzsch Schienenfahrzeuge modernisiert sowie um- und neugebaut. Schadensanalyse, Instandhaltung und (Unfall-)Instandsetzung sind Aufgaben des Werkes in Delitzsch. Hier werden ebenfalls Radsatz- sowie Drehgestelle für alle Instandhaltungsstufen aufgearbeitet. Teil- und Komplettfarbgebung durch die Lackierung oder Folienverklebung gehört zu den Aufgaben sowie die Instandhaltung von Fahrgastinformationssystemen und von Tür- und Übergangseinrichtungen. Polster-, Tischler- und Fußbodenverlegearbeiten werden hier durchgeführt. Eine weitere Aufgabe ist die Reinigung und Entkalkung sowie Aufarbeitung von WC-Systemen. Vorbeugender Graffiti-Schutz und auch die Begleitung von (Event-)Fahrten durch geschulte Servicetechniker wie auch mobiler Service werden hier angeboten.

## Werksgelände

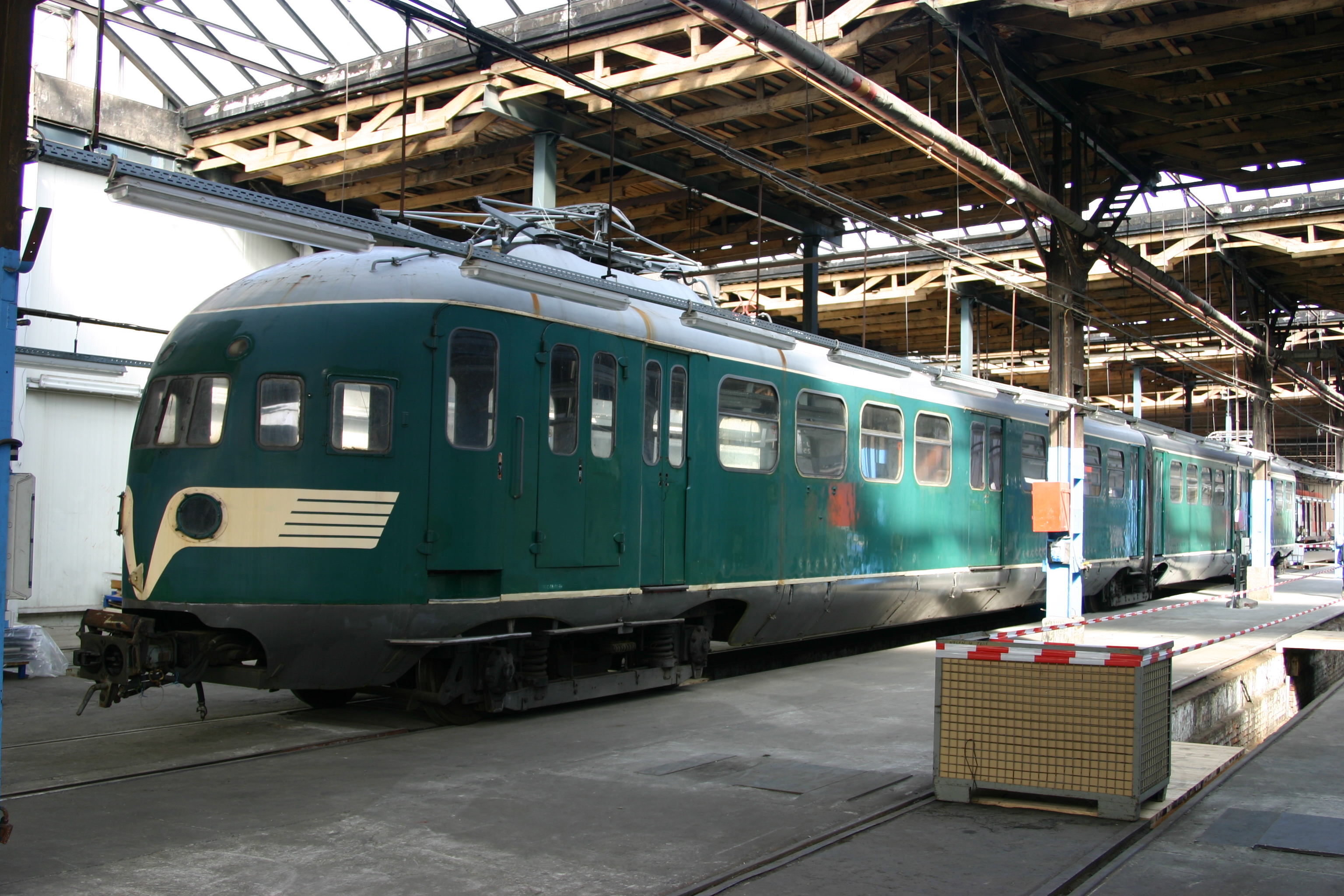
Elektrischer Triebwagen Reihe Mat`36 Nummer 252 der NS im SFW Delitzsch, 2008

Auf einer Werkstattfläche von 46 000 m² verteilen sich zwei Produktionshallen und knapp 300 Mitarbeiter beschäftigt heute die EuroMaint Rail GmbH in Delitzsch. Die Gleisanlage hat eine Länge von 16,5 km und die Gesamtfläche des Unternehmens beträgt 270 000 m². Darauf stehen zwei Fertigungshallen mit drei durchgängigen Arbeitsgleisen, die jeweils eine Länge von je 273 m besitzen, und zwei Gleise für Fahrzeugverbände bis zu 230 m. Hier gibt es eine Hebebockanlage für Doppelstockwagen sowie nicht ohne Hilfsmittel trennbare Glieder- und Triebzüge. Eigene Werkstätten für Radsatz- und Drehgestellbearbeitung mit Radsatzpressmaschine und Wellenschleifmaschine ausgerüstet finden auf dem Gelände ihren Platz. Zusätzlich gibt es hier eine Strahlanlage und einen Farbgebungskomplex für Fahrzeuge bis 30 m sowie zum Lackieren von Triebzügen. Weiterhin sind auf dem Gelände eigene Werkstätten für Polster-, Tischler- und Fußbodenverlegearbeiten und für die Blechbearbeitung. Im ehemaligen Raw Delitzsch sind Ultraschall-, Hochspannungs-, Elektro- sowie Klimaprüfstände untergebracht.